# كيس نوم
كيس النوم أو حقيبة النوم هو لحاف مخيط على هيئة كيس لينام المرء داخله. يستعمل كيس النوم في التخييم والتجول على الأقدام للإتقاء من برودة الطقس أثناء النوم.